# Трамвайно-залізничний гейт

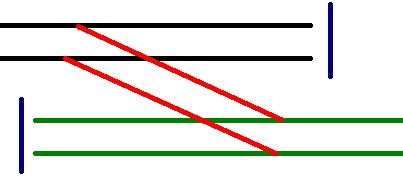
Гейт з паралельними коліями. Чорним, зеленим і червоним кольорами позначенні залізнична, трамвайна і з'єднувальні колії відповідно

Гейт — широко вживана неофіційна назва для місця з'єднання трамвайної і залізничної мереж, в ширшому розумінні — з'єднання різних мереж колійного транспорту. Гейти використовують на вивантаження привезених на залізничних платформах трамвайних вагонів, або для перевантаження вантажів з потягів на вантажні трамваї.
Розрізняють три найпоширеніші типи гейтів:
- «Перехідні одна в одну колії» — безпосередній перехід залізничних рейок в трамвайні. Використовується там, де трамвайна і залізнична колії мають однакову, або близьку ширину, що дозволяє використовувати однаковий рухомий склад в двох мережах. Через уніфікованість ширини колій вкрай важко вказати точне місце переходу. Для перевантаження вагонів з платформ на рейки використовуються підіймальні крани та домкратні пости.
- «Паралельні колії» — розташовані паралельно залізничні і трамвайні колії. Перевантаження вагонів здійснюється за допомогою кранів. Використовуються переважно тоді, коли трамвайна і залізнична колії мають різну ширину. Коли паралельні колії використовуються для з'єднання систем з однаковою шириною колії, розповсюдженим є наявність з'єднувальної колії.
- «Естакади — тупики» — тупики, в яких трамвайна колія піднята щодо залізничної на навантажувальну висоту платформи. Колії на платформі з'єднують з трамвайними рейками на естакаді, і вагон своїм ходом чи за допомогою буксира з'їжджає з платформи.